# Архипенко, Валентин Дмитриевич
Валентин Дмитриевич Архипенко (7 мая 1909 — 22 декабря 1987) — русский советский артист театра и кино. Народный артист Эстонской ССР (1965).

## Биография
Родился 7 мая 1909 года в станице Атаманская (ныне Павловский район, Краснодарский край).
Окончив в 1926 году Уманскую советскую трудовую школу 2-й степени, поступил в Ленинграде в Первую Художественную студию (класс Н. Н. Ходотова), и уже на втором курсе работал актёром в детском театре при Центральном доме искусств города Ленинграда, а затем в театре «Пролетарский Актёр».
С декабря 1931 года по декабрь 1933 года проходил действительную военную службу в 19-м кавалерийском полку 4-й кавалерийской дивизии.
Придя с армии работал в Колхозно-совхозном передвижном театре имени Леноблисполкома под управлением П. П. Гайдебурова.
в 1939—1944 годах — в Ленинградском театре Комедии, в 1944—1945 годах — артист Фронтовой бригады.
в 1945—1948 годах — в Театре Краснознаменного Балтийского флота в то время дислоцировавшемся в Таллине.
С 1948 года — артист Русского драматического театра Эстонской ССР в Таллине. Член Коммунистической партии с 1959 года.
Много работал с Народным театром таллинского Дома офицеров, говорил: ««Любительский театр должен работать с классикой!».
Народный артист Эстонской ССР (1965), награждён орденами Трудового Красного Знамени (30.12.1956) и «Знак Почёта» (1950).
Умер 22 декабря 1987 года в Таллинне.

## Роли в театре
Наиболее известные роли: Никита («Власть тьмы» Льва Толстого), Пьетро («Тень» Шварца), Ипполит («Не всё коту масленица» Островского), Забелин («Кремлёвские куранты» Погодина), Фёдор Карамазов («Братья Карамазовы» по Достоевскому), Бессеменов («Мещане», Горький) и др.

## Фильмография
- 1939 — Доктор Калюжный — Власов
- 1939 — Четвёртый перископ — Струнко, комиссар подводной лодки «Спрут»
- 1958 — Капитан первого ранга — Лаврентий Касьянович Кудинов, боцман
- 1959 — Горячая душа — Дмитрий Трофимович Шебалин
- 1960 — До будущей весны — отец Веры
- 1964 — Ноль три — начальник цеха